# Броницкий, Алексей Васильевич
Алексей Васильевич Броницкий (23 июля 1922, Житомирская область — 5 февраля 1993) — советский военнослужащий, участник Великой Отечественной войны, полный кавалер ордена Славы, воздушный стрелок-радист 140-го бомбардировочного авиационного полка 276-й бомбардировочной авиационной дивизии 13-й воздушной армии Ленинградского фронта; 1-й воздушной армии 3-го Белорусского фронта, сержант.

## Биография
Родился 23 июля 1922 года в селе Гардышевка в черте города Андрушевка Житомирской области Украины . Украинец. Член ВКП/КПСС с 1944 года. Окончил 9 классов.
В Красной Армии с 1941 года. На фронте в Великую Отечественную войну с марта 1943 года.
Воздушный стрелок-радист 140-го бомбардировочного авиационного полка сержант Алексей Броницкий в пяти боевых вылетах обеспечивал устойчивую радиосвязь. 9 ноября 1943 года в составе экипажа разрушил железнодорожный мост через реку Луга в районе поселка городского типа Толмачёво Лужского района Ленинградской области. За мужество и отвагу, проявленные в боях, сержант Броницкий Алексей Васильевич 14 ноября 1943 года награждён орденом Славы 3-й степени.
30 июня 1944 года Алексей Броницкий, участвуя в групповом воздушном налете на железнодорожную станцию Лаппенранта, в составе экипажа уничтожил пять вражеских вагонов, разрушил пристанционное здание, железнодорожное полотно, создал очаг пожара. 30 июля 1944 года при бомбардировке железнодорожной станции Йыхви вывел из строя два эшелона противника, железнодорожное полотно, участок шоссейной дороги, а также взорвал три склада с боеприпасами, разрушил четыре здания. За мужество и отвагу, проявленные в боях, сержант Броницкий Алексей Васильевич 9 октября 1944 года награждён орденом Славы 2-й степени.
К апрелю 1945 года Алексей Броницкий совершил с экипажем 106 боевых вылетов на бомбардировку укрепленных объектов, железнодорожных узлов, артиллерийских позиций, скоплений боевой техники и живой силы противника. 15 февраля 1945 года южнее города Браунсберг из пулемета поджег два вражеских автомобиля. 22 марта 1945 года в районе города Хайлигенбайль отразил три атаки вражеских истребителей.
Указом Президиума Верховного Совета СССР от 29 июня 1945 года за образцовое выполнение заданий командования в боях с немецко-вражескими захватчиками сержант Броницкий Алексей Васильевич награждён орденом Славы 1-й степени, став полным кавалером ордена Славы.
В 1946 году старшина А. В. Броницкий демобилизован из Вооруженных Сил СССР. Вернулся на родину. В 1948 году окончил Киевскую двухгодичную юридическую школу, а в 1954 году — Киевский филиал Всесоюзного юридического заочного института.
Жил в городе Коростышев Житомирской области. Работал председателем народного суда. В 1975 году удостоен почетного звания «Заслуженный юрист УССР». Скончался 5 февраля 1993 года.
Награждён орденами Отечественной войны 1-й и 2-й степени, орденами Славы 1-й, 2-й и 3-й степени, медалями.
Имя полного кавалера ордена Славы А. В. Броницкого занесено в Книгу трудовой славы Верховного суда УССР. Почетный гражданин Андрушевского и Коростышевского районов Житомирской области Украины.